# هیبت‌الله معینی
هیبت‌الله معینی چاغروند مشهور به همایون، از رهبران سازمان فداییان خلق ایران (اکثریت) و از جان‌باختگان قتل‌عام سراسری زندانیان سیاسی در تابستان سال ۱۳۶۷ است.

## زندگی‌نامه
وی متولد سال ۱۳۲۹، در شهر خرم‌آباد بوده‌است. تحصیلات خود را در رشته روانشناسی از دانشگاه تهران تا مرحله کارشناسی ادامه داد. معینی متأهل و دارای یک فرزند دختر بود.

## سوابق مبارزه سیاسی

### پیش از انقلاب ۱۳۵۷
وی از اعضای سازمان چریکهای فدائی خلق بود و به علت مبارزه با حکومت پهلوی، از بهمن ۱۳۵۰ تا اسفند ۱۳۵۶ در زندان بوده‌است.
در سال ۱۳۴۹ چریکهای فدائی خلق، متأثر از انقلاب کوبا و جنبش چریکی آمریکای لاتین، با ایدئولوژی مارکسیسم - لنینیسم و با اعتقاد به مبارزه مسلحانه شهری، از ادغام دو گروه چریکی مخالف رژیم شاه به وجود آمد. این سازمان پس از پیروزی انقلاب اسلامی به نفی مشی چریکی پرداخت و بر سر حمایت یا عدم حمایت از جمهوری اسلامی و شوروی، منشعب شد. تعدادی از اعضای سابق سازمان فدائیان خلق که به مبارزه چریکی پایبند ماندند، گروه مستقل چریکهای فدائی خلق (شاخه اشرف دهقانی) را تشکیل دادند.
معینی در سال‌های پیش از انقلاب ۱۳۵۷، از نزدیکان به بیژن جزنی بوده‌است.

### پس از انقلاب ۱۳۵۷
پس از انقلاب، برخی از اعضای کمیته مرکزی سازمان چریک‌های فدایی اکثریت به رهبری فرخ نگهدار، خواستار ائتلاف با حزب توده گردید. در پی مخالفت معینی، علی فرخنده جهرمی (شناس به علی کشتگر) و منوچهر هلیل‌رودی، انشعاب جدیدی در این سازمان شکل گرفت که به انشعاب معینی-کشتگر شناخته می‌شود. این انشعاب خواستار عدم پایان مبارزه پس از پیروزی انقلاب بودند.

#### دستگیری و بازداشت
در تاریخ ۱۷ آبان ۱۳۶۲ معینی، در خیابان فاطمی تهران، شناسائی و دستگیر شد. بنا به گفته نزدیکانش، محل نگهداری وی کمیته مشترک زندان اوین بوده‌است. او از حق داشتن وکیل محروم بود. ارتباط با خانواده از طریق مکالمه تلفنی هر شش یا هفت ماه یک بار انجام می‌شد. اولین ملاقات با فامیل دو سال بعد از دستگیری بوده و بعد نیز چند بار با مادر و همسرش دیدار داشت. بنا بر اظهارات خواهرش، وی در زندان مورد شکنجه‌های شدید قرار گرفته‌است.

#### دادگاه
بنا به گفته نزدیکانش، دادگاه اول وی غیرعلنی بود و او از داشتن وکیل محروم بود. طبق اطلاعات موجود در مورد قربانیان سال ۱۳۶۷ دادگاهی رسمی با حضور وکیل و دادستان برای آن‌ها تشکیل نشد. زندانیانی که در سال ۶۷ اعدام شدند برای پاسخ به چند سؤال در مقابل یک هیئت ویژه ۳ نفری (هیئت مرگ)، متشکل از یک قاضی شرع، نماینده‌ای از وزارت اطلاعات و دادستان تهران، برده شدند. این هیئت از زندانیان چپ‌گرا سوالاتی در ارتباط با عقاید آن‌ها و اعتقادشان به خدا و مذهب می‌کرد.
خانواده‌های قربانیان کشتار سال ۱۳۶۷ به محاکمات غیرعادلانه و غیرقانونی که به اعدام هزاران زندانی ظرف مدت چند ماه منجر شد، به شدت اعتراض کرده‌ و در نامه‌ای که در سال ۱۳۶۷ به وزیر دادگستری وقت، حسن حبیبی نوشتند، سیاست رسمی پنهان کاری در رابطه با این اعدامها را به پرسش کشیده و آن را دال بر غیرقانونی بودن اعدامها شمرده‌اند. آن‌ها یادآور شده‌اند که اکثریت قریب به اتفاق قربانیان زندانیانی بوده اند که قبلاً در محاکم شرع به حبس محکوم شده و یا در حال گذراندن دوران محکومیت خود یا به پایان رساندن آن بوده اند. این زندانیان دوباره دادگاهی شده و به سرعت به مرگ محکوم شدند.

#### اتهامات
اتهامات علیه معینی، «پافشاری بر نظرات الحادی و عضویت کمیته مرکزی فدائیان» عنوان شده‌است.

#### مدارک و شواهد
مدارک ارائه شده علیه متهم، اظهارات شخصی است که او را لو داده بود. اطلاعات دیگری در مورد مدارک و شواهد علیه متهم در دست نیست.

#### دفاعیات
از دفاعیات متهم اطلاعی در دست نیست. خویشان قربانیان سال ۶۷ درنامه خود یادآورمی‌شوند که به عزیزانشان در دادگاه فرصت دفاع داده نشده بود. در همین نامه، در پاسخ به این اتهام که زندانیان (از داخل زندان) با اعضای مسلح سازمان مجاهدین خلق در حمله به نیروهای مسلح جمهوری اسلامی همکاری داشته‌اند چنین آمده است که این ادعاها: «با توجه به اوضاعی که در زندانها حاکم بوده، به‌طور کلی باطل است، چرا که فرزندان ما در سخت‌ترین شرایط به سر می‌بردند، ملاقات‌های پانزده روز یک بار آن هم به مدت ده دقیقه از پشت شیشه و به وسیله تلفن و نیز محرومیت ایشان از داشتن هرگونه وسیله ارتباط با خارج از زندان، که ما آن را در هفت سال اخیر تجربه کرده‌ایم، حقانیت ادعای ما را به اثبات می‌رساند».

#### حکم
بنا بر اظهارات نزدیکان آقای هیبت الله معینی چاغروند، وی ابتدا به اعدام محکوم شده بود؛ ولی با اعمال نفوذ از طریق روابط فامیلی با برخی از روحانیان و همچنین فشار سازمان عفو بین‌الملل، حکم دادگاه تبدیل به حبس ابد شد؛ ولی او درتاریخ ۹ شهریور ۱۳۶۷، در کشتار زندانیان سیاسی، به جرم ارتداد به دار آویخته شد و در گورستان خاوران به صورت دسته‌جمعی مدفون گردید.